# 安富徳円 (子)
安富 徳円（やすとみ とくえん）は、戦国時代から安土桃山時代にかけての武将。実名は純清。肥前有馬氏の家臣。妻はかつて尼僧で後にキリスト教に改宗した洗礼名ジェロニマ。

## 略歴
肥前有馬氏家臣で家老。元は僧籍の身であったが還俗し、有馬晴純・義貞・義純・晴信に仕えた。有馬氏直轄地の代官も兼任した。義貞の時代にキリスト教へ改宗しキリシタンとなった。洗礼名はジョアンであった。天正10年（1582年）10月、有馬氏が降った龍造寺隆信からの指示で安富純泰らと共に肥後横島城へ派遣される。天正12年（1584年）2月、苛酷な統制から龍造寺隆信に反旗を翻した有馬氏討伐のため、隆信が侵攻してくると龍造寺氏へ通ずる者が相次ぐ中、寝返らず頑強な抵抗を続け、薩摩の島津氏に援軍を要請した。島津氏はこれを了承し、島津義弘・島津家久・島津忠長・伊集院忠棟・鎌田政景・上井覚兼・新納久饒ら島津軍が肥後八代へ進軍した。しかし、安徳城攻略の方針を巡り、徳円が難色を示し、また島津方への参陣も渋ったため島津方も訝しみ、後に徳円が八代へ参陣した際に、拘束されて長期間拘留された。
文禄3年（1594年）頃から、キリシタンへの圧迫が強まり有馬晴信が司祭や信徒を領内に匿った折、徳円は教会の前方に建物を建て教会を見えないようにしたほか、領内に他国の人間が来た時は、迅速に司祭へ警戒を促す連絡体系を構築し、また、豊臣氏の役人が領内に来訪した際は、自ら丁重に彼らをもてなしその心を掴み、案内人を付けた時は司祭達に出会わぬ道を通るよう取り計らった。
ルイス・フロイスはその著『日本史』で徳円を「賢明で博識の人物」と評価している。
　